# Rhagoletotrypeta rohweri
Rhagoletotrypeta rohweri är en tvåvingeart som beskrevs av Foote 1966. Rhagoletotrypeta rohweri ingår i släktet Rhagoletotrypeta och familjen borrflugor. Inga underarter finns listade i Catalogue of Life.